# Жало (журнал)
«Жало» (1907—1909) — еженедельная народная патриотическая газета, с 1909 — еженедельный журнал.
Выходил по четвергам, печатался в тип. г. Старица Тверской губернии, подписной.
Редактор и издатель — И. П. Крылов, лидер тверского отделения Союза русского народа.
«Жало» — яркий образец провинциального остросатирического издания начала XX века. Отличается многообразием рубрик (Слухи и вести, Головоломки, О чём говорят?, Почему?) и жанров (пародии, фельетоны, стихотворения, лжереклама, лжеобъявления).